# Куфос
Куфо̀с (на гръцки: Κουφός) е курортно селище в Северна Гърция, разположено в югозападния край на полуостров Ситония, на 2 km южно от Торони. Селото е част от дем Ситония на област Централна Македония и според преброяването от 2001 година има 2 жители. Разположено е в дъното на Порто Куфо - най-голямото като дълбочина естествено пристанище в Гърция.